# Arrondissement Nanterre
Nanterre is een arrondissement van het Franse departement Hauts-de-Seine in de regio Île-de-France. De onderprefectuur is Nanterre.

## Kantons
Het arrondissement was tot 2014 samengesteld uit de volgende kantons:
- Kanton Asnières-sur-Seine-Nord
- Kanton Asnières-sur-Seine-Sud
- Kanton Bois-Colombes
- Kanton Clichy
- Kanton Colombes-Nord-Est
- Kanton Colombes-Nord-Ouest
- Kanton Colombes-Sud
- Kanton Courbevoie-Nord
- Kanton Courbevoie-Sud
- Kanton Garches
- Kanton La Garenne-Colombes
- Kanton Gennevilliers-Nord
- Kanton Gennevilliers-Sud
- Kanton Levallois-Perret-Nord
- Kanton Levallois-Perret-Sud
- Kanton Nanterre-Nord
- Kanton Nanterre-Sud-Est
- Kanton Nanterre-Sud-Ouest
- Kanton Neuilly-sur-Seine-Nord
- Kanton Neuilly-sur-Seine-Sud
- Kanton Puteaux
- Kanton Rueil-Malmaison
- Kanton Suresnes
- Kanton Villeneuve-la-Garenne

Na de herindeling van de kantons bij decreet van 24 februari 2014, met uitwerking in maart 2015, bevat het arrondissement volgende kantons
- Kanton Asnières-sur-Seine
- Kanton Clichy
- Kanton Colombes-1
- Kanton Colombes-2
- Kanton Courbevoie-1
- Kanton Courbevoie-2
- Kanton Gennevilliers
- Kanton Levallois-Perret
- Kanton Nanterre-1
- Kanton Nanterre-2
- Kanton Neuilly-sur-Seine
- Kanton Rueil-Malmaison